# 丽城酒店 (都柏林)
丽城酒店（英語：The Belvedere Hotel）是位于爱尔兰都柏林的丹麦大街（Great Denmark Street）上的一座历史悠久的联排别墅。於1775年，由贝尔维德第二伯爵乔治·罗奇福特总耗资24000英镑建造。1841年，它成为一所耶稣会神学院。
丽城酒店也是都柏林的一座有名的闹鬼建筑，据说贝尔维迪宫的第一夫人，罗奇福的母亲玛丽·莫利斯沃思（Mary Molesworth）曾死在那里，而且她的鬼魂经常在那里出没。